# La guerra del fracking
La Guerra del Fracking es una película argentina documental de 2013 dirigida por Pino Solanas.

## Sinopsis
"La Guerra del Fracking" es el séptimo largo documental de Pino Solanas sobre la Argentina contemporánea. Como los anteriores Tierra Sublevada -Oro Impuro y Oro Negro- continúa la búsqueda de un cine-ensayo - de fusión de géneros- donde se alternan crónicas y recreaciones con historias de sus protagonistas: trabajadores, ingenieros, pobladores. 
A través de un viaje hacia el yacimiento Vaca Muerta, en Neuquén, con el especialista Félix Herrero y la investigadora Maristella Svampa, se recogen testimonios sobre los efectos contaminantes del nuevo proceso de explotación de petróleo y gas no convencional.

## Comentarios
Javier Luzi en Cinemaplus opinó:

«La guerra del fracking no es ni más ni menos que un programa de televisión con visos de periodismo de investigación que no puede negar su origen de propaganda proselitista de campaña política….Uno sabe que este procedimiento de extracción de hidrocarburos… es una de las peores herramientas de un capitalismo salvaje… Pero uno lo sabe por información externa a la película. Por ésta sólo se puede intuir la nocividad del mismo entre un fárrago de tecnicismos, discursos uniformes y lógica biempensante. Solanas manipula las imágenes, edita los testimonios y sólo le da la palabra a aquellos que van a defender lo que sabemos, de antemano, que está bien defender. No hay repreguntas, no hay dudas, hay puesta en escena y él aparece junto a los cuadros políticos de su agrupación (Proyecto Sur) apropiándose de la voz de la sabiduría. Si en el discurso técnico y político uno puede dejar pasar algunas formas elegidas, en la mostración de los pueblos originarios y sus representantes, la manipulación se vuelve francamente paternalista y ofensiva….Parafraseando a un cantautor latinoamericano preferiría decir de Solanas y en memoria de su historia: el tiempo pasa, nos vamos poniendo ingenuos… pero se (me) hace difícil..»

## Producción
- Produce Cine Sur S.A, con la colaboración de Asociación civil Proyecto Sur Cultural
- Productor delegado: Fernando Solanas
- Guion y Dirección: Fernando Solanas
- Asistencia de Dirección: Nicolás Sulcic - Juan Pablo Olsson
- Imagen y Cámara: Fernando Solanas - Nicolas Sulcic
- Dirección segunda unidad: Nicolás Sulcic
- Cámara segunda unidad: Andrés Bar
- Montaje: Fernando Solanas- Alberto Ponce - Sebastián Agulló- Nicolás Sulcic - Juan Pablo Olsson
- Asistente de montaje: Silvia Lanza
- Música: Mauro Lázaro
- Sonido (diseño y mezcla): Santiago Rodríguez
- Colorista: Nahuel Srnec
- Animaciones y gráfica: Sebastián Lábaque - Guillermo Llull
- Asistencia de producción: Marina Cane Solanas - Flexa Correa Lopes
- Duración: 88 minutos